# Phyllophaga boliviensis
Phyllophaga boliviensis är en skalbaggsart som beskrevs av Blanchard 1851. Phyllophaga boliviensis ingår i släktet Phyllophaga och familjen Melolonthidae. Inga underarter finns listade i Catalogue of Life.